# Revuelta del Látigo
La Revuelta del Látigo (en español, la palabra portuguesa "chibata" significa "látigo") fue una rebelión militar ocurrida en Río de Janeiro, Brasil, a fines de noviembre de 1910. Fue liderada por marineros y tenientes de navío que se rebelaron contra las condiciones de vida y de trabajo en las fuerzas armadas, incluido el uso del látigo, un instrumento de castigo corporal muy utilizado en la época. La Revolta da Chibata fue uno de los primeros grandes movimientos de protesta antigubernamental en Brasil y contribuyó a impulsar la Reforma Militar de 1911, que mejoró las condiciones de vida y de trabajo en las fuerzas armadas.
En 1888, Brasil se convirtió en el último país del hemisferio occidental en abolir la esclavitud. Las élites brasileñas se opusieron a la medida, lo que condujo al golpe de Estado en 1889. La inestabilidad resultante contribuyó a varios levantamientos y rebeliones. Pero, a principios del siglo XX, la creciente demanda de café y caucho permitió a los políticos brasileños empezar a tramar la transformación del país en una potencia internacional. Una parte importante de ello sería la modernización de la Marina de Brasil, descuidada desde la revolución, que incluyó la compra de acorazados. Aunque extremadamente caros, atrajeron mucha atención internacional antes de su entrega con dos nuevos cruceros en 1910.
Sin embargo, las condiciones sociales de la Marina brasileña no seguían el ritmo de la nueva tecnología. Oficiales blancos de élite eran responsables de la mayoría de los equipos de negros y mulatos, muchos de los cuales habían sido obligados a entrar en la Marina con contratos de larga duración. Estos oficiales solían aplicar castigos corporales a sus tripulantes, incluso por faltas leves, algo que había sido prohibido en la mayoría de los demás países y en el resto de Brasil. En respuesta, los marineros utilizaron los nuevos buques de guerra para un motín cuidadosamente planeado y ejecutado en noviembre de 1910. Tomaron el control de los dos nuevos acorazados, de uno de los cruceros y de un acorazado más antiguo - un total que dio a los amotinados el tipo de potencia de fuego que debilitó al resto de la Marina brasileña. Liderados por João Cândido Felisberto, los amotinados enviaron una carta al gobierno exigiendo el fin de lo que llamaban la "esclavitud" practicada por la Marina.
Aunque el poder ejecutivo del gobierno brasileño conspiró para retomar o hundir los buques de guerra rebeldes, se vio obstaculizado por la desconfianza en el personal y por problemas de equipamiento; desde entonces, los historiadores también han puesto en duda sus posibilidades de llevar a cabo tales acciones con éxito. Al mismo tiempo, el Congreso -dirigido por el senador Rui Barbosa- buscó una vía de amnistía, nombrando a un antiguo capitán de la Marina como enlace con los rebeldes. Este último movimiento tuvo éxito, y un proyecto de ley que concedía la amnistía a todos los implicados y ponía fin al uso de castigos corporales fue aprobado en la Cámara de Diputados por un amplio margen. Sin embargo, muchos de los marineros fueron despedidos rápidamente de la Marina, y después de que se produjera una segunda rebelión no relacionada unas semanas más tarde, muchos de los amotinados originales fueron encarcelados o enviados a campos de trabajo en las plantaciones de caucho del norte.

## Contexto
.

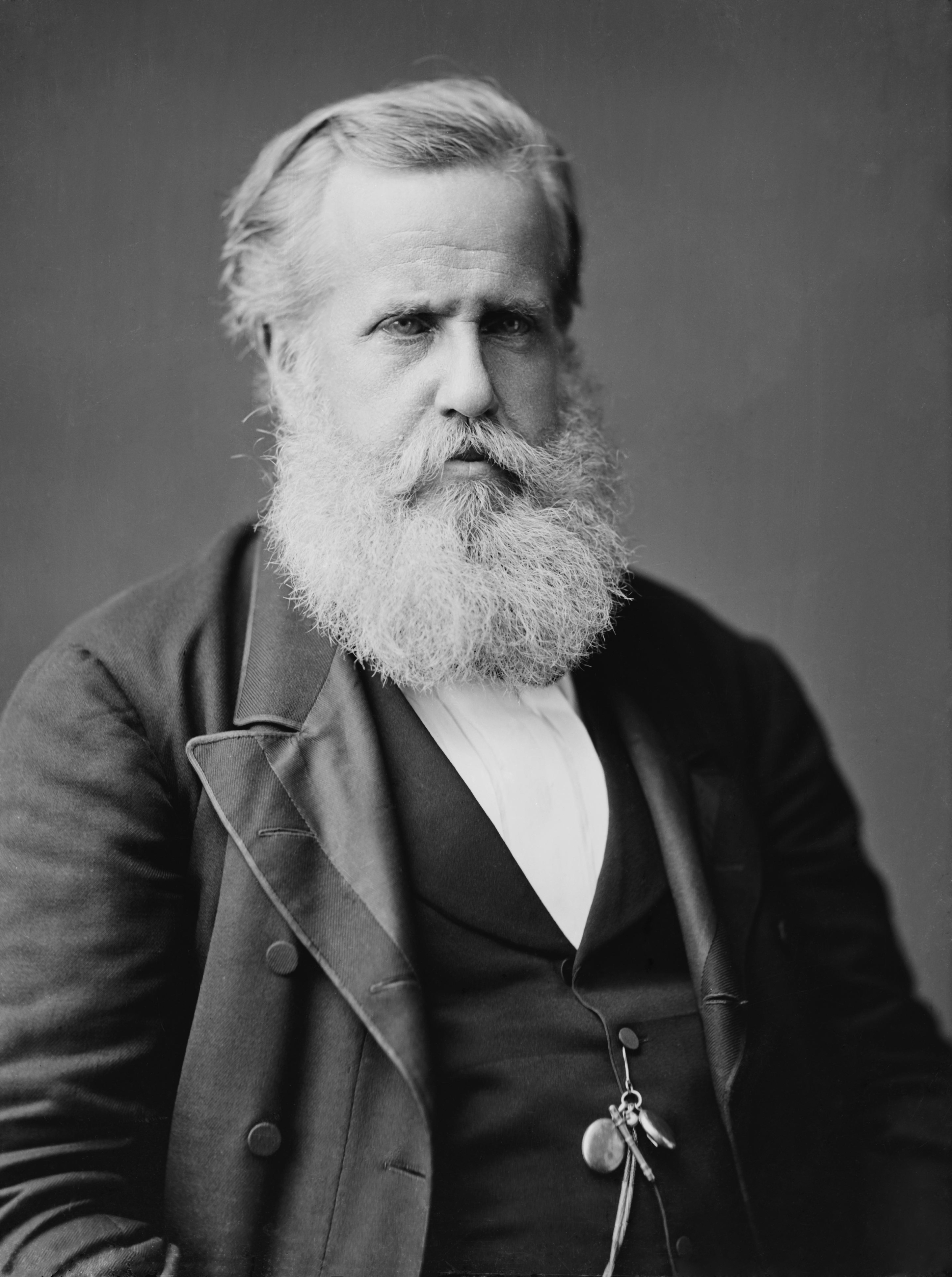
Pedro II, emperador de Brasil, fue depuesto en 1889 desencadenando una década de disturbios en el país

En los años que precedieron a la revuelta, la población brasileña fue testigo de frecuentes cambios en el clima político, económico y social del país. Por ejemplo, en mayo de 1888, la esclavitud en Brasil fue abolida con la promulgación de la Ley Áurea, una ley vehementemente contestada por la clase alta brasileña y los propietarios de plantaciones. Este descontento entre las capas altas de la sociedad condujo a un golpe de Estado pacífico encabezada por el ejército y dirigida por Benjamin Constant y el mariscal Deodoro da Fonseca. Pedro II y su familia fueron rápida y discretamente enviados al exilio en Europa y fueron sustituidos por una república con Fonseca como presidente.
La década siguiente estuvo marcada por varias rebeliones contra el nuevo orden político, incluyendo la revueltas navales (1891, 1893-94), la revolución federalista (1893-95), la guerra de Canudos (1896-97) y la revuelta de la vacuna (1904), durante las cuales la calidad de la armada brasileña sufrió un fuerte declive en comparación con sus vecinos gracias a una carrera armamentística argentino-chilena.  A principios del siglo XX, una anticuada flota naval brasileña con sólo el cuarenta y cinco por ciento de su personal autorizado (en 1896) y sólo dos buques blindados modernos podría tener que enfrentar a las armadas argentina y chilena, repletas de buques encargados en la última década. 
A principios del nuevo siglo, sin embargo, la creciente demanda de café y el caucho proporcionaron al gobierno brasileño grandes ingresos. Escritores contemporáneos estimaron que entre el 75% y el 80% de la oferta mundial de café se cultivaba en Brasil. Destacados políticos brasileños, sobre todo Pinheiro Machado y el Barón de Río Branco, se movilizaron para que el país fuese reconocido como una potencia internacional, pues creían que los ingresos a corto plazo se mantendrían. Una armada fuerte se consideraba crucial para este objetivo.{ El Congreso Nacional de Brasil elaboró y aprobó un importante programa de adquisiciones navales a finales de 1904, pero recién después de dos años se encargó un buque. Aunque primero se encargaron tres pequeños buques de guerra, la botadura del revolucionario acorazado británico Dreadnought - que anunciaba un nuevo y poderoso tipo de buque de guerra - hizo que los brasileños cancelaran su pedido a favor de dos dreadnoughts, a los que seguiría un tercero.

### Condiciones en la Armada

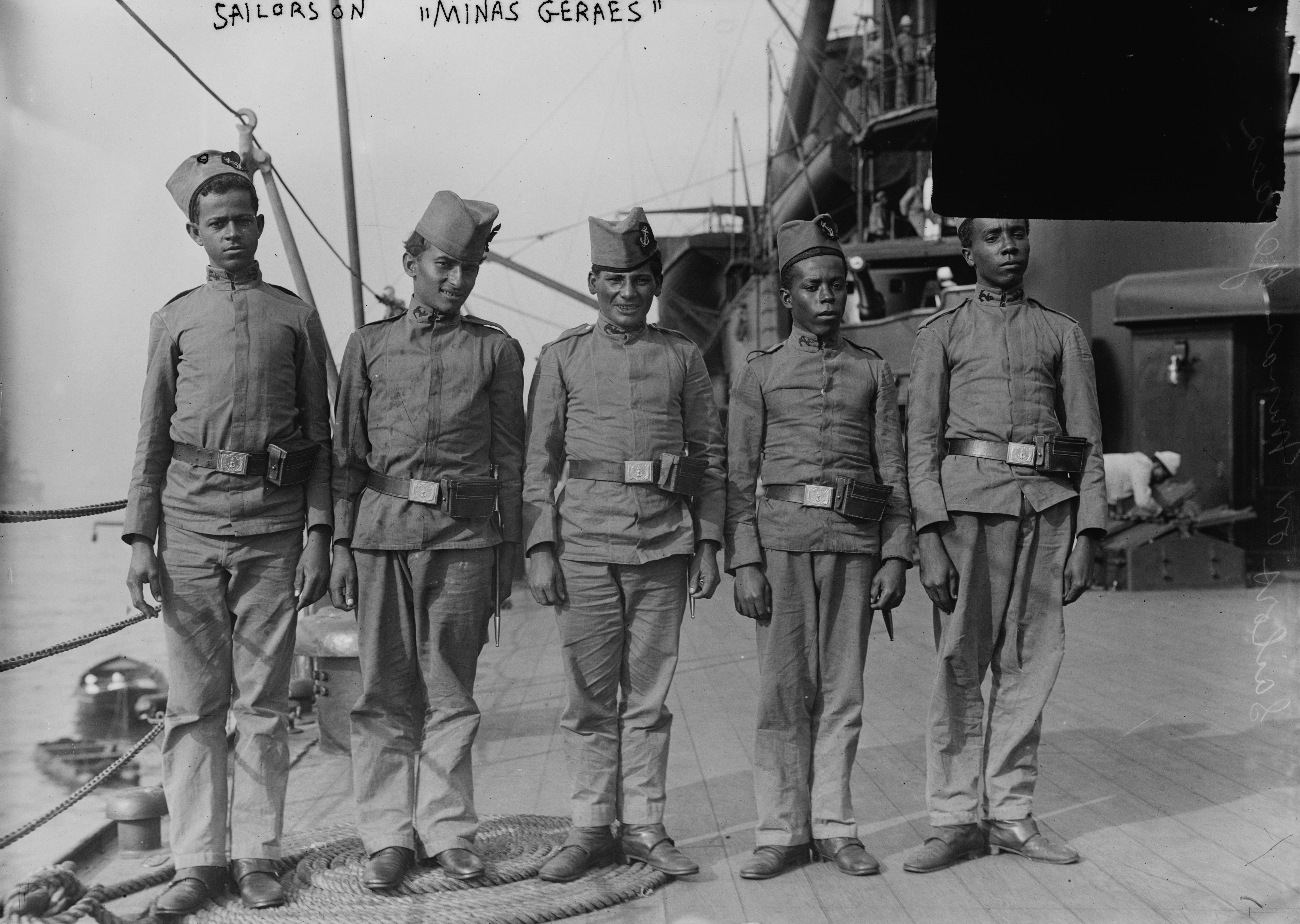
Marineros brasileños morenos y negros posan para un fotógrafo a bordo del Minas Geraes, como parte de una serie de fotografías probablemente tomadas durante la visita del buque a los Estados Unidos a principios de 1913.

Esta modernización tecnológica de la Marina brasileña no fue acompañada de cambios sociales y las tensiones entre oficiales y la tripulación generaron mucho descontento. Una cita del Barón de Río Branco, estimado político y diplomático profesional, muestra una de las fuentes de tensión: "Para el reclutamiento de marinos y alistados, traemos a bordo la escoria de nuestros centros urbanos, el subproletariado más inútil, sin preparación de ningún tipo. Ex-esclavos e hijos de esclavos componen las tripulaciones de nuestros barcos, la mayoría de ellos de piel oscura o mulatos oscuros." Las diferencias raciales en la Marina brasileña habrían sido inmediatamente obvias para un observador de la época: los oficiales a cargo de los barcos eran casi todos blancos, mientras que las tripulaciones eran en su mayoría negras o, en menor medida, mulatas. Las diferencias visuales ocultaban distinciones más profundas: los tripulantes de piel más oscura, que en el momento de la revuelta eran los esclavos más antiguos liberados por la Ley Áurea (o niños nacidos libres por la Ley del Vientre Libre de 1871), eran casi universalmente menos educados que sus capataces blancos.
La Marina, junto con otras ramas del ejército, sirvió de "almacén" para miles de jóvenes negros, pobres y a veces huérfanos, que estaban atrapados en las "favelas" de las ciudades brasileñas, y muchos de los cuales habían cometido delitos o eran sospechosos de haberlos cometido. Tales medidas servían como un "matrimonio perfecto de castigo y reforma": las personas que habían cometido o podían cometer delitos serían apartadas de la sociedad y entrenadas en habilidades que beneficiarían al país. Estos hombres solían ser enviados a la Marina, empleados como aprendices cuando tenían unos 14 años, y vinculados a la Marina durante quince años. João Cândido Felisberto, líder de la Revuelta del Látigo, fue aprendiz a los 13 años y se unió a la Marina a los 16. Los individuos obligados a ingresar en la Armada servían durante doce años. Los voluntarios, que constituían un porcentaje muy bajo del total de reclutas, servían durante nueve años.
Otro motivo de controversia fue el uso intensivo de castigos corporales, incluso por faltas leves. Aunque tales medidas habían sido prohibidas en la población en general desde la Constitución Imperial de 1824 y en el Ejército desde 1874, la Marina sólo se vio afectada en noviembre de 1889 cuando la legislatura de la nueva república prohibió tal práctica. La ley fue derogada menos de un año después en medio de un incumplimiento generalizado. En su lugar, los castigos físicos sólo se permitirían en una Compañía Correccional, creada con el fin de "someter a un régimen de disciplina especial a los oficiales que habitualmente se portan mal y castigar las faltas en los casos que no requieran consejo de guerra". Los castigos iban desde la incomunicación de uno a cinco días, a pan y agua, para faltas leves, hasta por lo menos veinticinco latigazos para las graves. El legislador vio en ello un freno a la práctica, ya que sólo los marineros con antecedentes violentos o subversivos se enfrentarían al látigo. La realidad era muy distinta: dado que las compañías existían en cualquier parte de los barcos, cualquier marinero podía ser trasladado teóricamente a la Compañía Correccional, pero sin ningún cambio en sus rutinas diarias..
La mayoría del núcleo oficial de la Marina creía que el castigo físico era una herramienta esencial para mantener la disciplina en sus barcos. Un anónimo almirante brasileño, representativo de su época, escribió en 1961 que "... nuestros marineros de la época, carentes de los requisitos morales e intelectuales para apreciar los aspectos degradantes del castigo [latigazos], naturalmente lo aceptaban como una oportunidad para mostrar su superioridad física y moral. Todo esto es... comprensible a la vista de la mentalidad atrasada y la ignorancia del personal que componía las tripulaciones de los buques."

## Rebelión

### Preparativos y preludio
Los tripulantes a bordo del Minas Geraes comenzaron a planear una revuelta años antes de 1910, según João Cândido, un experimentado marino que más tarde se convertiría en el líder de la revuelta. Los conspiradores estaban motivados por el trato que recibían los alistados en la Marina brasileña, que iba más allá del latigazo y llegaba hasta su deficiente alimentación, que provocaba brotes poco frecuentes de beriberi'. Algunos habían formado un comité y se reunieron en secreto durante años en Río de Janeiro. Esta organización semiformal sólo se amplió cuando fueron enviados a Newcastle, en el Reino Unido, para recibir formación: el manejo de buques de guerra tan grandes y complejos requería conocimientos específicos. Cuando fue entrevistado años después del motín, Cândido dijo que "mantuvieron los comités en los mismos hoteles donde vivíamos, esperando a que se construyeran los barcos". Durante casi dos años, pagados por el gobierno brasileño, enviamos mensajeros para escuchar la situación aquí (en Brasil). Lo hacíamos para que, cuando llegáramos, estuviéramos preparados para actuar" - sólo estaban “esperando una fecha y poder”, refiriéndose a los nuevos buques de guerra.
La experiencia de estos tripulantes en el Reino Unido fue tal que el historiador Zachary Morgan cree que fue un periodo de entrenamiento fundamental en la composición del motín. Los marineros cobraban puntualmente, en metálico, y recibían dinero extra porque tenían que comprarse la comida; debido al papel vital que desempeñaban en la economía de Newcastle, se enfrentaban a un racismo relativamente escaso; y los trabajadores de los astilleros de Armstrong se sindicaron e incluso consiguieron ir a la huelga, lo que retrasó la finalización de los nuevos buques de guerra brasileños. Además, pudieron observar a sus homólogos de la Marina Real - una experiencia que, según Morgan, habría sido "chocante" porque estos marineros "ya no eran apresados, no eran azotados, [y] eran aceptados como ciudadanos"."
La revuelta comenzó poco después de los brutales 250 latigazos propinados a Marcelino Rodrigues Menezes, un marinero afrobrasileño enrolado regularmente, por herir deliberadamente a un compañero con una cuchilla de afeitar. Existe cierto desacuerdo académico sobre si esta cifra es correcta y sobre cuándo se ejecutó exactamente esta sentencia, pero todos coinciden en que fue el catalizador inmediato. Otro observador del gobierno brasileño, el excapitán de navío José Carlos de Carvalho, dijo al presidente de Brasil que la espalda de Menezes parecía "un salmonete abierto para salar".

### Motín

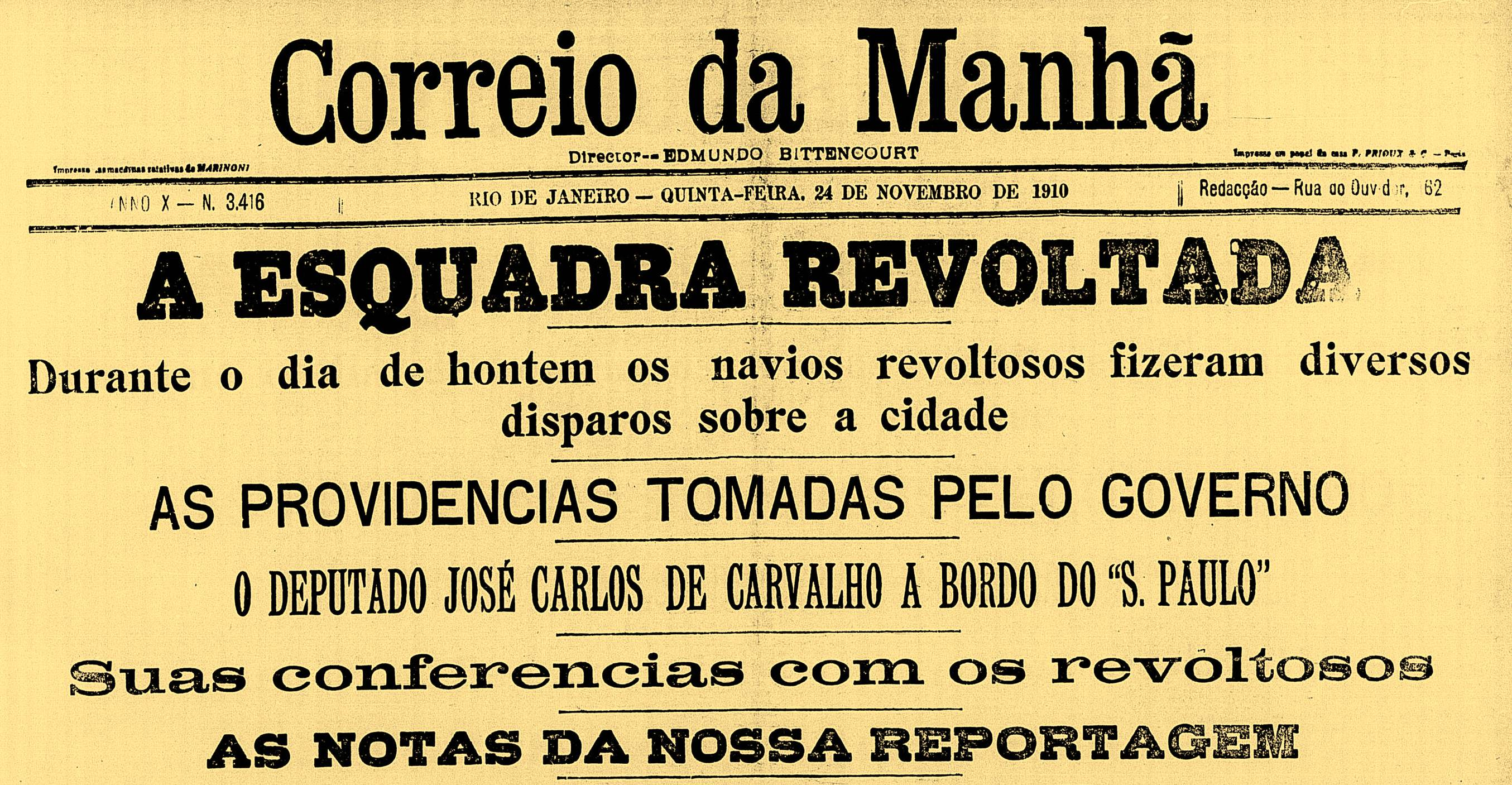
Edición del 24 de noviembre de 1910 del periódico Correio da Manhã

Un porcentaje significativo de la tripulación naval estacionada en Río de Janeiro, tal vez de 1500 a 2000 de 4000, se sublevó a las 22:00 horas del 22 de noviembre.  La sublevación se inició a bordo del Minas Geraes, donde murieron el comandante y varios miembros leales de la tripulación, y los disparos a bordo del acorazado alertaron a los demás barcos del puerto de que la revuelta había comenzado. A medianoche, los rebeldes tenían bajo control el São Paulo, el nuevo crucero Bahia y el buque de defensa costera Deodoro, con el "almirante" João Cândido al mando.  Las tripulaciones del buque República, del buque escuela Benjamin Constant, y de los torpederos Tamoio y Timbira también se amotinaron, pero sólo constituían el dos por ciento de los amotinados en general. La mayor parte de la tripulación del República partió para apoyar al São Paulo y al Deodoro; los que estaban a bordo de los otros barcos se unieron a los rebeldes o huyeron a tierra firme.
Aunque normalmente se autorizaba a los oficiales a abandonar sus buques -con dos notables excepciones-, los técnicos civiles (algunos de ellos británicos), maquinistas y otros miembros de la tripulación integral no tuvieron la misma oportunidad. Estas excepciones se dieron en el Minas Geraes, cuyos oficiales fueron sorprendidos, pero tuvieron tiempo de desenfundar sus armas y defenderse. El capitán del barco, João Batista das Neves, murió en los combates junto con varios tripulantes leales y rebeldes. El resto del derramamiento de sangre fue mucho más limitado: en el crucero Bahía murió el único oficial a bordo tras disparar a un tripulante rebelde, y un teniente del São Paulo se suicidó.
Al final de la noche, los principales buques de guerra que quedaban en manos del gobierno incluían el Rio Grande do Sul, buque hermano del Bahia, el viejo crucero Barroso], y los ocho nuevos destructores de la clase Pará. Su poder potencial, sin embargo se vio eclipsado por los dreadnoughts - cada uno de los cuales superaba por sí solo a todos los demás buques de guerra - y se vio seriamente atenuado por cuestiones de personal. En primer lugar, los oficiales navales desconfiaban incluso de los alistados que permanecían leales al gobierno. Los oficiales ocuparon todos los puestos de combate directo y se redujo el número de alistados en la medida de lo posible. Otras complicaciones fueron la falta de componentes de armamento, como los torpedos de los destructores. Los torpedos sólo estuvieron listos para su uso dos días después del inicio de la rebelión.
Antes de la medianoche del 22 de noviembre, los rebeldes enviaron un telegrama al presidente en el que se leía: "No queremos la vuelta del látigo. Esto es lo que pedimos al Presidente de la República y al Ministro de Marina. Queremos una respuesta inmediata. Si no recibimos esa respuesta, destruiremos la ciudad y los barcos que no se subleven". El presidente Hermes da Fonseca, sin embargo, se negó a permitir cualquier contacto directo entre él y los amotinados. En su lugar, la fuerza rebelde se trasladó a la isla de Viana a la 1 de la madrugada del 23 de noviembre para abastecerse de carbón y provisiones con el fin de protegerse contra la posibilidad de un asedio prolongado. Después del amanecer, los cuerpos de los marineros muertos en el barco Minas Geraes fueron enviados en una lancha rápida a la Ilha das Cobras, junto con una carta de João Cândido Felisberto -que estaba al mando de la armada rebelde- y sus compañeros marineros al presidente brasileño, Fonseca, que era sobrino del primer presidente de la República y sólo llevaba una semana en el cargo. La carta incluía la exigencia del fin de la "esclavitud" practicada por la Marina - sobre todo el uso continuado del látigo, a pesar de su prohibición en todas las demás naciones occidentales:

Nós, marinheiros, cidadãos brasileiros e republicanos, não podendo mais suportar a escravidão na Marinha Brasileira, a falta de proteção que a Pátria nos dá; e até então não nos chegou; rompemos o negro véu, que nos cobria aos olhos do patriótico e enganado povo. Achando-se todos os navios em nosso poder, tendo a seu bordo prisioneiros todos os Oficiais, os quais, tem sido os causadores da Marinha Brasileira não ser grandiosa, porque durante vinte anos de República ainda não foi bastante para tratarnos como cidadãos fardados em defesa da Pátria, mandamos esta honrada mensagem para que V. Excia. faça os Marinheiros Brasileiros possuirmos os direitos sagrados que as leis da República nos facilita, acabando com a desordem e nos dando outros gozos que venham engrandecer a Marinha Brasileira; bem assim como: retirar os oficiais incompetentes e indignos de servir a Nação Brasileira. Reformar o Código Imoral e Vergonhoso que nos rege, a fim de que desapareça a chibata, o bolo, e outros castigos semelhantes; aumentar o soldo pelos últimos planos do ilustre Senador José Carlos de Carvalho, educar os marinheiros que não tem competência para vestir a orgulhosa farda, mandar por em vigor a tabela de serviço diário, que a acompanha. Tem V.Excia. o prazo de 12 horas, para mandar-nos a resposta satisfatória, sob pena de ver a Pátria aniquilada.

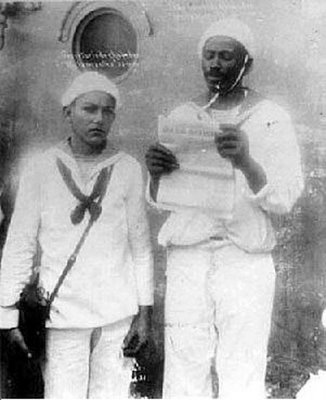
João Cândido, junto a un marinero, leyendo el manifiesto de los sublevados

Bordo do Encouraçado São Paulo, em 22 de novembro de 1910.
Nota: Não poderá ser interrompida a ida e volta do mensageiro.

Marinheiros
Nosotros, marineros, ciudadanos brasileños y republicanos, no pudiendo soportar más la esclavitud en la Marina de Brasil, la falta de protección que la Patria nos da; y hasta entonces no nos alcanzaba; rompimos el velo negro, que nos cubría a los ojos del pueblo patriota y engañado. Con todos los navíos en nuestro poder, y todos los oficiales a bordo presos, que han sido la causa de que la Marina de Brasil no sea grande, porque durante veinte años de República no ha sido suficiente tratarnos como ciudadanos de uniforme defendiendo la Patria, enviamos este honroso mensaje para que Vuestra Excelencia haga que los Marineros Brasileños defiendan la Patria. Su Excelencia haga que los marineros brasileños posean los sagrados derechos que las leyes de la República nos facilitan, acabando con el desorden y dándonos otros beneficios que engrandezcan la Marina de Brasil; así como: remover a los oficiales incompetentes e indignos de servir a la nación brasileña. Reformar el Código Inmoral y Vergonzoso que nos rige, para que desaparezcan el látigo, el bolo y otros castigos semejantes; aumentar la paga de acuerdo con los últimos planes del ilustre Senador José Carlos de Carvalho, educar a los marineros que no son competentes para vestir el orgulloso uniforme, ordenar que se ponga en vigor la tabla de servicios diarios que lo acompaña. Su Excelencia tiene un plazo de 12 horas para enviarnos una respuesta satisfactoria, de lo contrario el país será aniquilado.

A bordo del Acorazado São Paulo, el 22 de noviembre de 1910.
Nota: El viaje de regreso del mensajero no debe ser interrumpido.

Marineros.

Durante la misma mañana, los barcos rebeldes dispararon contra varios fuertes militares situados alrededor de bahía de Guanabara, junto con el arsenal naval y las bases de Ilha das Cobras y la isla de Villegagnon, Niterói, y el palacio presidencial. Una bomba alcanzó una casa en Castelo, matando a dos niños; aunque pudo haber otras bajas, la muerte de estos niños pesó claramente en la conciencia de los rebeldes. Felisberto aún se acordaba de ellos décadas después. En una entrevista, dijo que él y su cuadrilla recaudaron dinero de su "salario miserable" para pagar el entierro de los niños.
En términos generales, sin embargo, parece que los barcos estaban bien gestionados y comandados. Los observadores contemporáneos se sorprendieron al notar que la tripulación, a pesar de la falta de oficiales blancos, tenía el control total de sus buques de guerra y eran capaces de permanecer en buena formación mientras rodeaban la bahía. Los rebeldes prefirieron disparar sobre la ciudad o en torno a objetivos militares controlados por el gobierno en lugar de la destrucción absoluta, algo que Zachary Morgan cree motivado por preocupaciones humanitarias o (al menos) pragmatismo: limitando los daños reales, podían ganarse el apoyo de los legisladores, la prensa y la población en general. Sin embargo, esto ha provocado una discusión historiográfica entre los estudiosos que persiste hasta hoy.
En tierra, los civiles se despertaron la mañana del 23 de noviembre para descubrir que los barcos más poderosos de su armada, tripulados por los marineros más rastreros de la clase baja, disparaban contra la ciudad. Miles de personas huyeron rápidamente, aunque casi todas no pudieron hacerlo. La prensa alimentó inicialmente los temores de la población, aunque más tarde trató a los rebeldes como celebridades, presentándolos como héroes.
Fonseca y el alto mando de la marina se enfrentaron a dos opciones muy desagradables. Podían utilizar los barcos controlados por el gobierno para atacar y posiblemente destruir los barcos rebeldes, pero eso significaría destruir tres barcos increíblemente caros que habían recibido una atención mundial significativa y eran -a sus ojos- una parte crucial de la reformulación de Brasil como una fuerza internacional seria. Peor aún, existía una gran posibilidad de que los barcos brasileños restantes, todos más pequeños y mucho más antiguos que los barcos controlados por los amotinados, perdieran en una pelea. Pero aceptando la lista de demandas de los rebeldes -es decir, las demandas de la clase baja negra y de los equipos navales- las élites sufrirían un bochorno increíble.
Fonseca optó por ambas cosas. Primero, el Congreso brasileño comenzó a negociar con los amotinados, aunque esta no era la solución preferida de Fonseca - él y el ministro de Marina, Joaquim Marques Batista de Leão, comenzaron a tramar una solución militar. A petición del Congreso, José Carlos de Carvalho fue nombrado enlace con los rebeldes. Carvalho, diputado federal y antiguo miembro de la Marina, habló con la tripulación de los cuatro barcos e informó al Congreso de que los rebeldes estaban bien dirigidos y organizados, y que su armamento principal funcionaba perfectamente. Su informe demostró que las quejas de los marineros, especialmente sobre los latigazos, estaban bien fundadas y que era poco probable que una opción militar tuviera éxito. En la tarde del 23 de noviembre, el Congreso brasileño empezó a trabajar en un proyecto de ley que concedería la amnistía a todos los implicados y pondría fin al uso de los castigos corporales en la Marina.
Presionado por su ministro de Marina, Fonseca aún no había renunciado a la opción militar. Esa misma tarde, los rebeldes recibieron un telegrama de alerta del destructor Paraíba, diciendo que planeaban atacar. En respuesta, los rebeldes salieron de la bahía durante la noche en un intento de dificultar cualquier asalto con torpedos. Regresaron el 24 de noviembre a las 10 de la mañana, día en que el periódico Correio da Manhã fue la primera fuente de prensa en referirse a Felisberto como el "almirante" de la flota rebelde. Más tarde señalaron:
.

Tornou-se evidente que, em oposição expressa à determinação da mais alta lei do Brasil, o uso geral e o abuso do castigo corporal continuam a bordo de nossos navios. Que, como na época dos quartéis escravos e do superintendente de plantação, a chibata corta a pele de nossos marinheiros, em consonância com os caprichos de oficiais mais ou menos vitrílicos. Verifica-se também, pelos lamentos dos homens revoltantes, que as refeições oferecidas nos corredores dos marinheiros são perniciosas, preparadas com produtos adulterados e podres, não adequados para cães. Esses fatos constituem uma motivação abundante para que o governo avance energicamente e com firmeza no estabelecimento do respeito pela justiça e equidade que agora é exigida.
Se ha hecho evidente que, en oposición expresa a la determinación de la ley suprema de Brasil, el uso general y el abuso de los castigos corporales continúa a bordo de nuestros buques. Que, como en los tiempos de las barracas de esclavos y del capataz de plantación, el látigo corta la piel de nuestros marineros, de acuerdo con los caprichos de oficiales más o menos vitriólicos. También se desprende, de los lamentos de los sublevados, que las comidas ofrecidas en los pasillos de los marineros son perniciosas, preparadas con productos adulterados y podridos, no aptos para perros. Estos hechos constituyen una abundante motivación para que el gobierno avance con energía y firmeza en el establecimiento del respeto a la justicia y la equidad que ahora se exige.

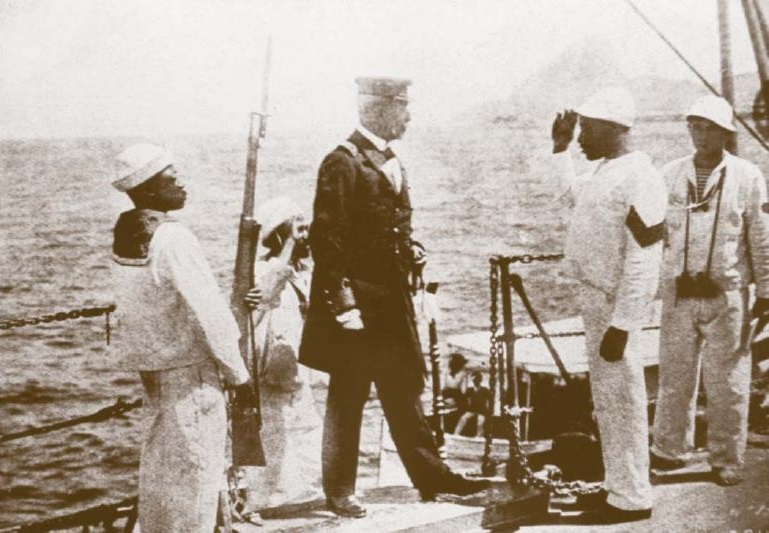
João Cândido entrega el mando del Minas Geraes al capitán Pereira Leite

En el Congreso, el influyente senador y derrotado candidato presidencial Rui Barbosa patrocinó la causa de los rebeldes. Barbosa utilizó la retórica de los oficiales navales contra sí mismos para defender una solución diplomática, señalando que si los nuevos dreadnoughts eran tan insumergibles como afirmaban, los buques de guerra que quedaban en manos del gobierno no podrían forzar una victoria militar. Además, argumentó que si tal ataque contaba con el apoyo del Congreso y fracasaba, cualquier destrucción resultante de Río de Janeiro sería considerada un fracaso. Estos argumentos le valieron a Barbosa un gran apoyo en el Senado, hasta el punto de que la cámara comenzó a trabajar en una amnistía que absolviera a los amotinados de todos los cargos criminales cuando los barcos fueran entregados al gobierno. Tras horas de debate, el proyecto fue aprobado por unanimidad ese mismo día y enviado a la Cámara de Diputados el 25 de noviembre.
Los líderes navales no estaban de acuerdo y continuaron planeando una confrontación militar. Morgan escribió que "los líderes navales creían que sólo una confrontación militar con los rebeldes restauraría su honor perdido", y que cualquier acción de este tipo tendría que tener lugar antes de que se pudiera aprobar una amnistía. Los ya mencionados problemas de armamento y personal obstaculizaron a los buques gubernamentales; un intento de adquirir los torpedos necesarios fue frustrado por los cañones del Deodoro. Al llegar la noche del 23 de noviembre, los mensajes de radio sobre los torpedos disponibles para los destructores gubernamentales no llegaron a los buques. Sólo pudieron obtener estas armas el 24 de noviembre, y durante esa noche, Fonseca les ordenó atacar a los buques rebeldes. Sin embargo, no tuvieron la oportunidad de atacar, ya que la armada rebelde no regresó a la bahía de Guanabara hasta que el Congreso aprobó la amnistía. No se sabe si los rebeldes fueron advertidos o simplemente tomaron precauciones defensivas.
La amnistía fue aprobada por la Cámara por 125 votos a favor y 23 en contra. Bajo la amenaza de que se anulara su veto, Fonseca sancionó la amnistía. Los rebeldes regresaron el 26 de noviembre después de un corto período de consternación - demandas adicionales, como aumento de sueldo, aún no habían sido propuestas en el Congreso - con sus navíos en formación, el Minas Geraes al frente del São Paulo, con el Bahia y el Deodoro a cada lado. A las 19 horas, los amotinados aceptaron oficialmente las disposiciones de la amnistía.

## Consecuencias

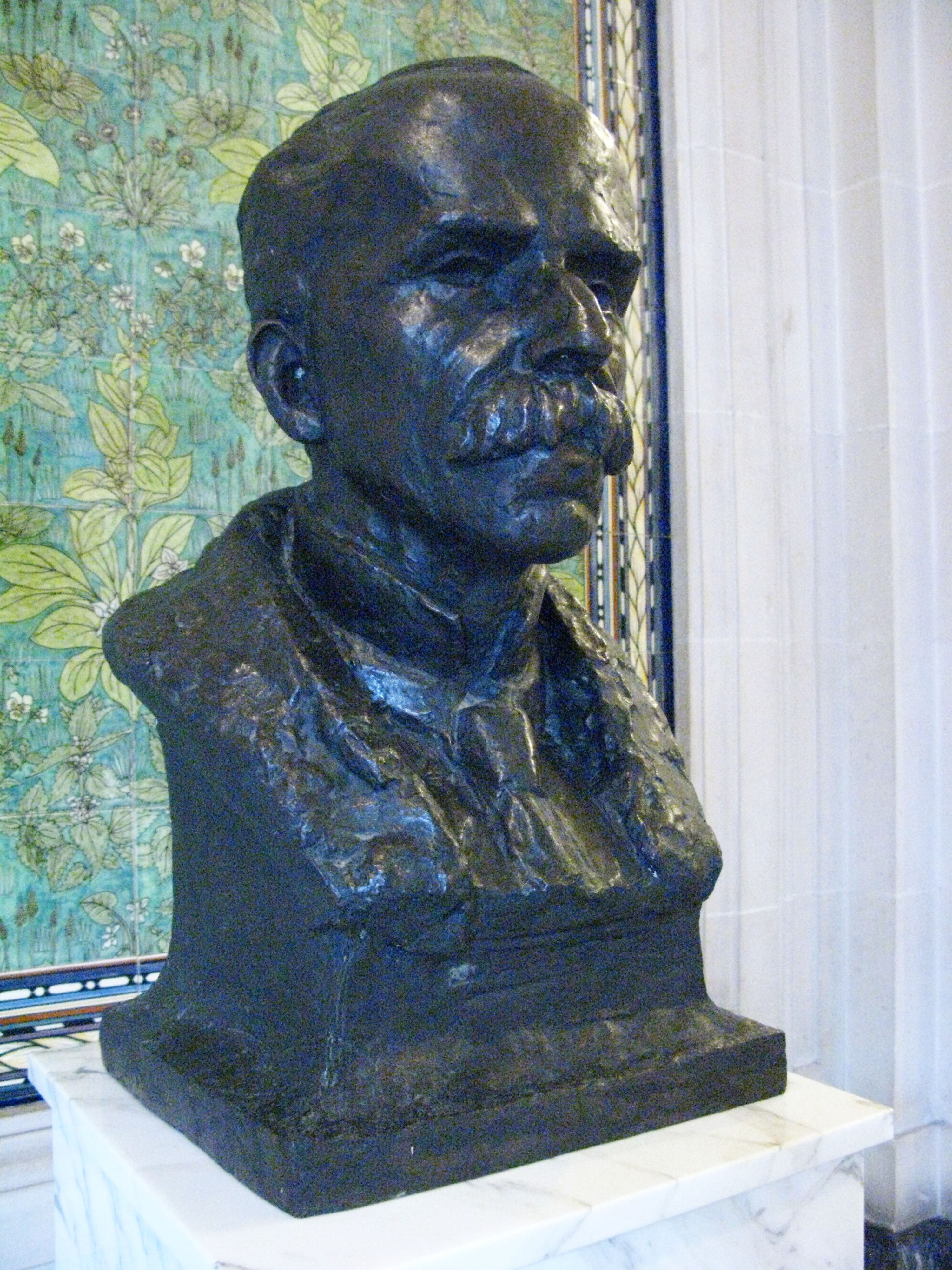
Busto de Rui Barbosa en La Haya.

Como consecuencia de la revuelta, los dos dreadnoughts brasileños fueron desarmados quitándoles los pernos de sus cañones. La revuelta y el consiguiente estado de la armada, que era esencialmente incapaz de operar por temor a otra rebelión, llevó a muchos brasileños prominentes, entre ellos el presidente, destacados políticos como Barbosa y Barón de Río Branco, y el editor del periódico más respetado de Brasil, el Jornal do Commercio, a cuestionar el uso de los nuevos buques y apoyar su venta a un país extranjero. Rui Barbosa fue tajante en su oposición a los buques en un discurso pronunciado poco antes de la votación del proyecto de ley de amnistía:

Permita-me, em conclusão, apontar duas lições profundas da situação amarga em que nos encontramos. A primeira é que um governo militar não é mais capaz de salvar o país das vicissitudes da guerra, nem mais bravo ou engenhoso em conhecê-las do que um governo civil. A segunda é que a política de grandes armamentos não tem lugar no continente americano. Pelo menos da nossa parte e da parte das nações que nos rodeiam, a política que devemos seguir com alegria e esperança é a de estreitar os laços internacionais através do desenvolvimento das relações comerciais, da paz e da amizade de todos os povos que habitam os países da América.
A experiência do Brasil a esse respeito é decisiva. Todas as forças empregadas há vinte anos no aperfeiçoamento dos meios de nossa defesa nacional serviram, depois de tudo, para virar sobre nossos próprios peitos estas sucessivas tentativas de revolta. A guerra internacional ainda não chegou às portas da nossa república. A guerra civil veio muitas vezes, armada por estas mesmas armas que tão vãmente preparamos para nossa defesa contra um inimigo estrangeiro. Vamos acabar com esses ridículos e perigosos grandes armamentos, assegurando a paz internacional por meio de relações justas e equitativas com nossos vizinhos. No continente americano, pelo menos, não é necessário manter uma "armada da paz"; esse horroroso câncer que está devorando continuamente os órgãos vitais das nações da Europa.
Permítanme, para concluir, señalar dos lecciones profundas de la amarga situación en que nos encontramos. La primera es que un gobierno militar no es más capaz de salvar al país de las vicisitudes de la guerra, ni más valiente o ingenioso para conocerlas, que un gobierno civil. La segunda es que la política de grandes armamentos no tiene cabida en el continente americano. Por lo menos por nuestra parte, y por parte de las naciones que nos rodean, la política que debemos seguir con alegría y esperanza es la de estrechar los lazos internacionales mediante el desarrollo de las relaciones comerciales, la paz y la amistad de todos los pueblos que habitan los países de América.

La experiencia de Brasil en este sentido es decisiva. Todas las fuerzas empleadas hace veinte años en perfeccionar los medios de nuestra defensa nacional han servido, al fin y al cabo, para dar la vuelta a esos sucesivos intentos de revuelta. La guerra internacional no ha llegado aún a las puertas de nuestra república. La guerra civil ha llegado muchas veces, armada con las mismas armas que tan vanamente hemos preparado para nuestra defensa contra un enemigo extranjero. Pongamos fin a esas ridículas y peligrosas armas largas asegurando la paz internacional mediante relaciones justas y equitativas con nuestros vecinos. En el continente americano, al menos, no hay necesidad de mantener una "armada de paz"; ese horrible cáncer que devora continuamente los órganos vitales de las naciones de Europa.

Al final, el presidente y el gabinete decidieron no vender los barcos por temor al consiguiente efecto negativo en la política interna, aunque acordaron que los barcos debían desecharse, posiblemente para financiar buques de guerra más pequeños capaces de cruzar los numerosos ríos de Brasil. La aprensión del ejecutivo se vio agravada por el discurso de Barbosa antes del fin de la revuelta, ya que también aprovechó la ocasión para atacar al gobierno, al que calificó de "régimen militarista brutal". Aun así, los brasileños ordenaron a la empresa Armstrong que detuviera los trabajos de construcción de un tercer acorazado clase Minas Geraes, lo que indujo al gobierno argentino a no aceptar su opción contractual para un tercer acorazado. En un cable, el embajador de los Estados Unidos en Brasil declaró que el deseo de Brasil por la preeminencia naval en América Latina había sido sofocado, aunque esto duró poco.

### Prisiones

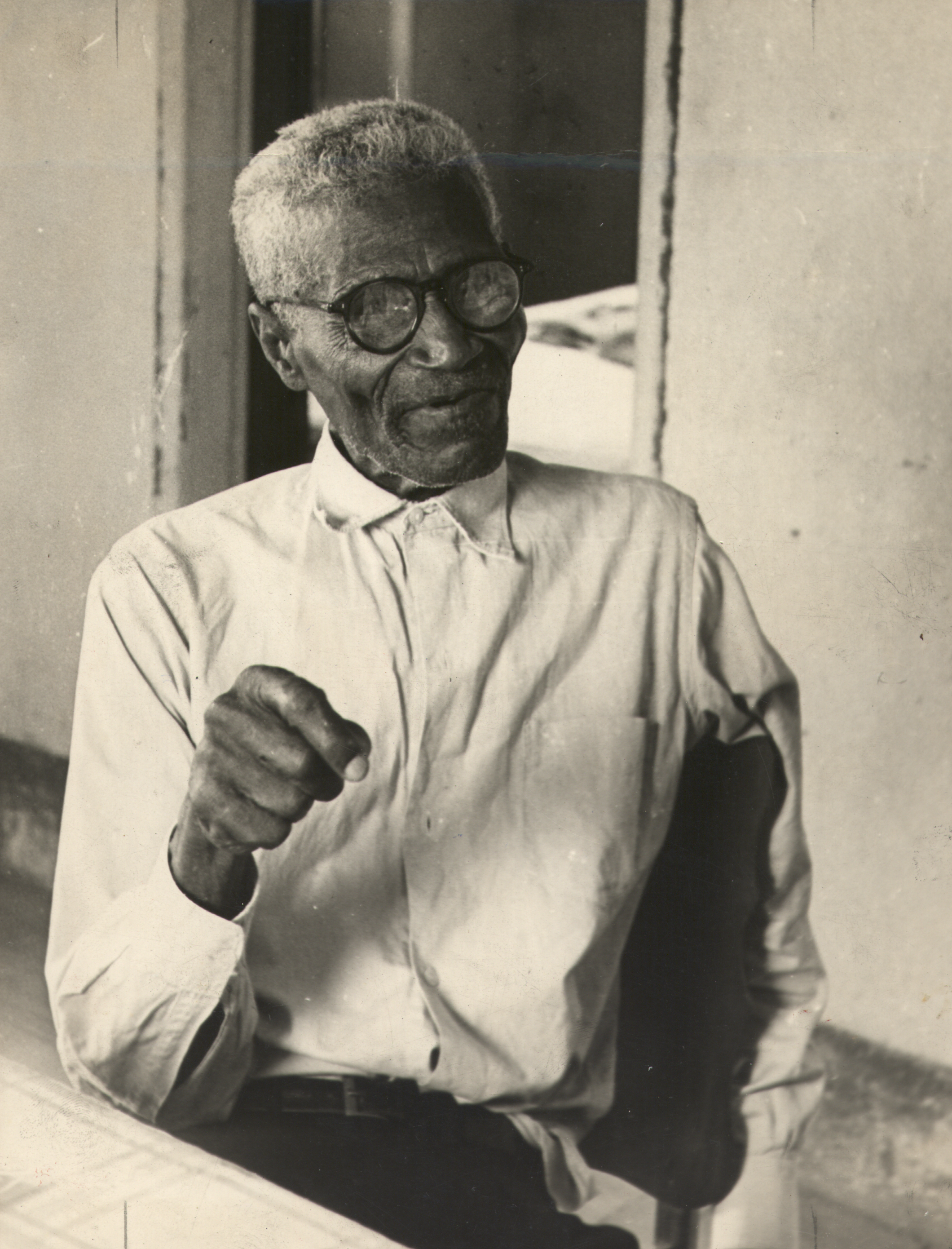
João Cândido, 1963.

Mientras tanto, la decisión de amnistiar a los marineros amotinados generó muchas críticas de las clases altas brasileñas. Como dijo el historiador Zachary Morgan, "para la élite, la intención de la renovación naval en sí era reparar su institución, llevando a Brasil a la vanguardia de una carrera armamentística sudamericana y haciendo que su armada fuera competitiva con la de cualquier nación occidental". En lugar de ello, los soldados rasos habían utilizado estos barcos para humillar a la élite naval. Los barcos se salvaron, pero ¿a qué precio?" A estos marineros se les dio permiso para bajar a tierra el día que terminó la revuelta. En los días siguientes, los barcos fueron desarmados para evitar que se repitieran los acontecimientos, y los rebeldes fueron dados de baja de la armada - alrededor de 1300 de ellos, una baja tan drástica que la Marina brasileña se vio obligada a pagar a tripulantes portugueses para cubrir los huecos. El gobierno afirmó más tarde que más de 1000 de los marineros despedidos recibieron pasajes para sus estados de origen, con el propósito de sacarlos de la capital.

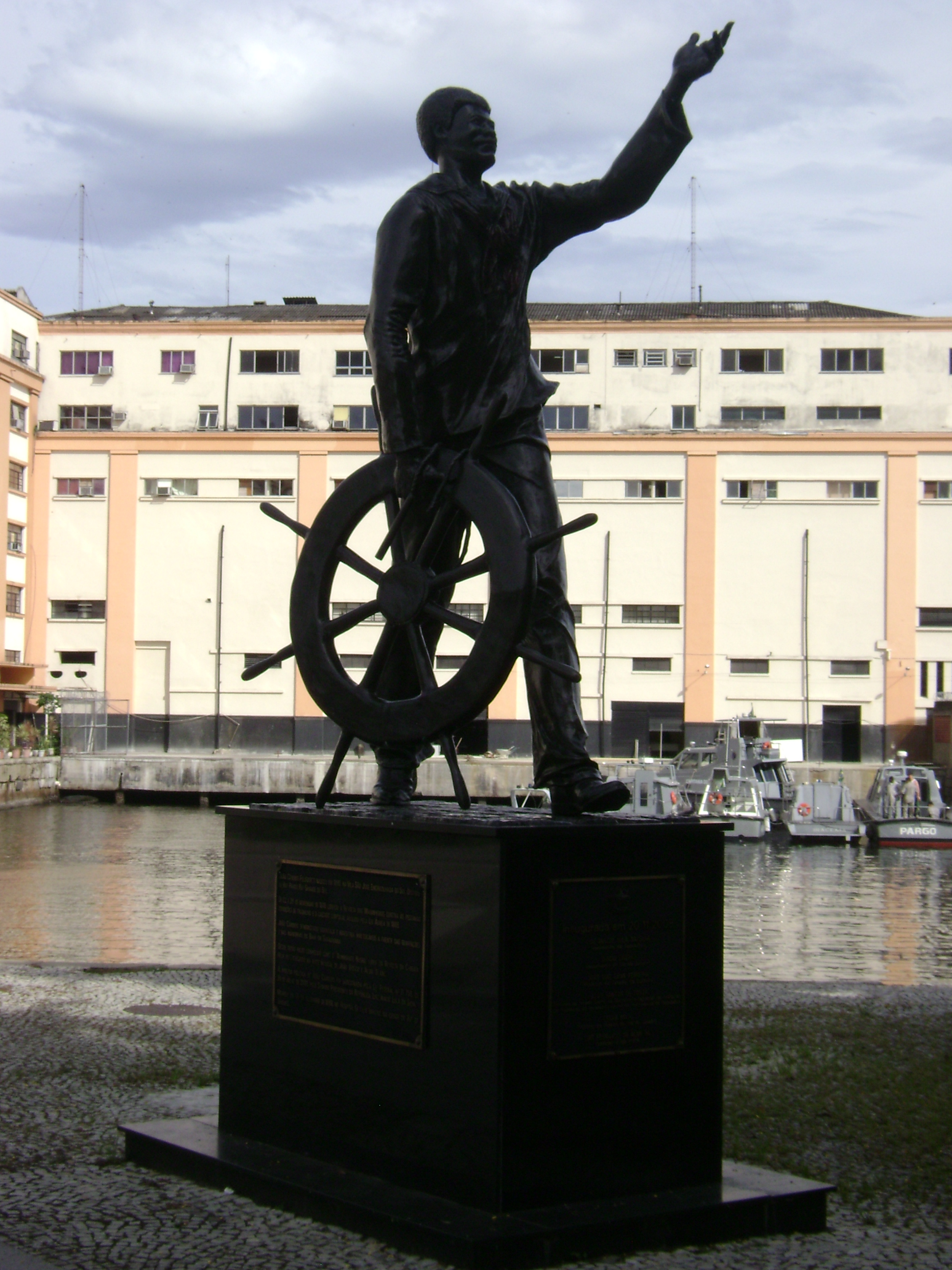
Monumento en honor a João Cândido en la Plaza XV, Río de Janeiro.

Estos rápidos cambios aumentaron las tensiones entre los oficiales y sus tripulaciones y más de treinta marineros fueron arrestados a principios de diciembre acusados de planear una nueva rebelión. El 9 de diciembre, los tripulantes a bordo del Rio Grande do Sul, el único de los mayores buques de guerra de Brasil que no participó en la revuelta, se amotinaron pero no consiguieron la tracción suficiente para controlar el barco. Poco después, el batallón de infantería de marina de las instalaciones navales de la isla de las Cobras se sublevó. El gobierno actuó rápidamente y sofocó ambas rebeliones, pero provocaron que el Congreso brasileño declarase que Río de Janeiro se encontraba en estado de sitio, dando así al presidente Fonseca un conjunto de dispositivos para combatir los disturbios. La votación fue casi unánime; el único voto en contra fue el de Rui Barbosa.
Los historiadores sostienen ahora que probablemente no hubo relación entre la revuelta y estos levantamientos posteriores. El antiguo amotinado Minas Geraes, bajo el mando de João Cândido, después de que los oficiales abandonaran el barco, utilizó un arma oculta (ya que el barco había sido desarmado) para disparar contra la infantería de marina y demostrar su lealtad. Aun así, el gobierno y la armada, alimentados por la rabia por su honor perdido, aprovecharon esta oportunidad para acorralar a los marineros amnistiados que quedaban y encarcelarlos.
Los marineros que no escaparon, más de 600, fueron encarcelados en la isla de Cobras, donde João Cândido y otros diecisiete fueron trasladados a una celda de aislamiento. De los dieciocho, sólo dos permanecieron vivos a la mañana siguiente - víctimas de una reacción química producida por el calor y la cal viva, utilizado para desinfectar la celda, y dióxido de carbono. El mismo día, un vapor llamado Satélite zarpó de Río de Janeiro rumbo a las plantaciones de caucho de la Amazonia con más de cien antiguos marineros y casi trescientos vagabundos a bordo. Nueve fueron ejecutados por la tripulación en el camino, y muchos de los demás murieron poco después, mientras trabajaban en el caluroso clima tropical, en condiciones descritas por Rui Barbosa como "un lugar donde sólo se muere"." Mientras tanto, João Cândido, afectado por las alucinaciones de su traumática noche, fue internado en un hospital psiquiátrico. Pasaron dieciocho meses antes de que él y nueve marineros fueran juzgados por sus presuntas acciones contra el gobierno durante las revueltas del 9 y 10 de diciembre; los jueces los declararon inocentes, y todos fueron dados de baja de la marina.
Para los marineros que permanecían o se incorporaban a la marina, las condiciones no cambiaron inmediatamente. Se instituyeron programas de formación, especialmente en las denostadas escuelas de aprendizaje naval, que habían empezado a graduar a marineros alfabetizados, un gran avance respecto a las prácticas anteriores. Pero estos cambios no incluyeron a los marineros que ya estaban en la marina. En 1911, poco después de la revuelta, se planificó un ambicioso programa pero fue archivado cuando se instauró una nueva administración en 1912. En lugar de ello, se dejó que la marina cayera en el abandono, como había ocurrido en 1893. "En lugar de empezar por elevar el nivel de los marineros y oficiales al de sus buques de guerra técnicamente avanzados", escribió Morgan, “se permitió que los barcos que ofrecían la promesa de modernidad a la nación brasileña se deterioraran, al igual que la Marina que los acompañaba”.